# Østerlars
Østerlars är en ort på Bornholm i Danmark.   Den ligger i Bornholms regionkommun och Region Hovedstaden. Østerlars ligger 94 meter över havet och antalet invånare är 243. Närmaste större samhälle är Rønne, 18 km väster om Østerlars.
Namnet kommer från Østerlarsker där "-ker" står för kyrka.